# 反汉
反汉，又稱排漢或仇漢，是指反對、排斥及仇視漢族的言行。

## 簡介
元代，作為基層的達魯花赤一職，不管是元朝初期、中期或晚期，族群结构变动不大，以色目人为主，蒙古人为辅，说明了忽必烈立下的族群用人定制在路以下无法执行，由色目取代了蒙古人应该担任的官职。再者，不分南北，即使是汉人也难任此官，显示达鲁花赤所代表的政治特性从未有根本改变。
清代在政治层面上施行的排汉政策，加深了满族和汉族的矛盾，至19世紀末，满汉矛盾的尖锐和普遍已经到了这样的程度，几乎朝中发生的每件大事，时人都有意无意地与满汉问题相联系。清政权的种族化色彩愈益凸显，而愈来愈多的汉族和其他民族的人对种族化政权表示出愈来愈强烈的反感，由此造成恶性循环，满族亲贵愈不放心汉人，汉人的反对情绪也就愈高涨；汉人的排满意识愈强烈，清廷对汉人也就愈发疑畏，互动连环的最后是对清朝统治资格的根本否定。
2014年，中国日报指出，自由亚洲电台维语部十多年來以介绍所谓“东突”历史、文化及“东突问题”现状，报道当前新疆社会敏感问题等为主要内容，实质上宣扬“仇汉”和“疆独”思想。
曾節明指出，把孙中山、蒋介石、毛泽东都批为“大汉族主义者”是一股带有强烈仇汉情节的民族虚无主义，仇汉或者仇视任何民族都是不对的。